# 狂歌百物語

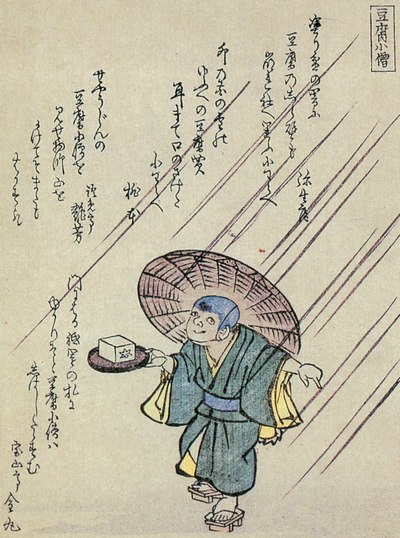
『狂歌百物語』「豆腐小僧」

狂歌百物語（きょうかひゃくものがたり）是1853年（嘉永6年）刊行的日本狂歌繪本。以妖怪為主題的狂歌，加上妖怪的插畫，編纂者是天明老人、插畫是龍閑齋（龍齋閑人正澄）。

## 概要
狂歌在天明時代大為流行，本書以著名的狂歌師大田南畝為中心，模仿百物語怪談會，吟詠共計百種妖怪的狂歌，再行募集狂歌，從中選出優秀者編纂而成。全書共收錄96個妖怪的狂歌，還有各妖怪的彩色版插畫，類似妖怪圖鑑。書中以滑稽、諧謔的手法將妖怪作為娛樂的對象。
小泉八雲也擁有本書，小泉英譯其中48首狂歌，以『Japanese goblin poetry』為題發表。